# Maison forte de la Raminoise
Le château de la Raminoise est une maison forte et un lieu-dit situé sur le territoire de la commune de Maisoncelle-et-Villers, en France.

## Description
À l'origine, le bâtiment était plus élevé, comme le laisse à penser la cheminée de l'aile est, dont la partie supérieure de la hotte est aujourd'hui dans les combles.

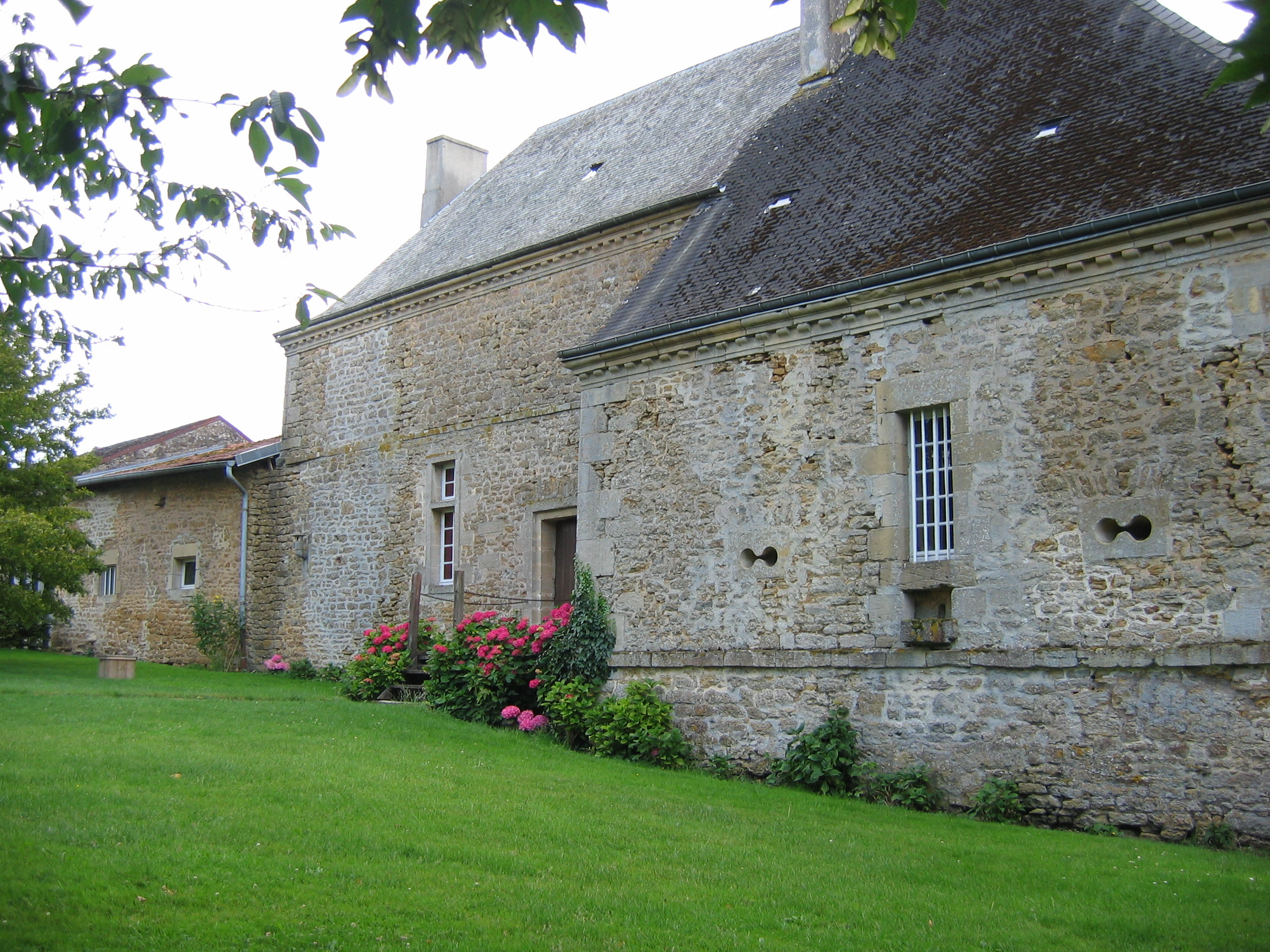
Façade nord.
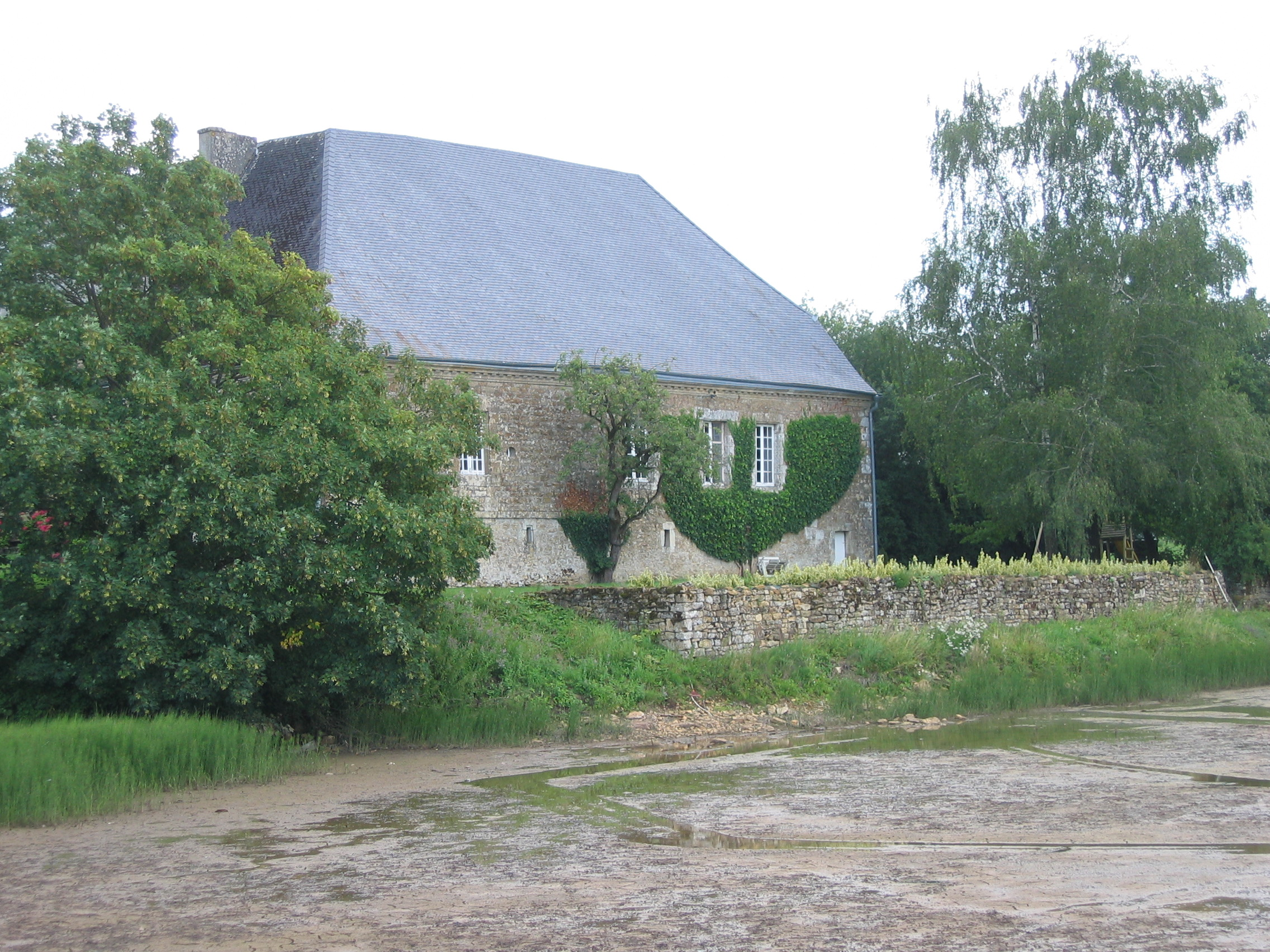
Façade donnant sur l'étang.
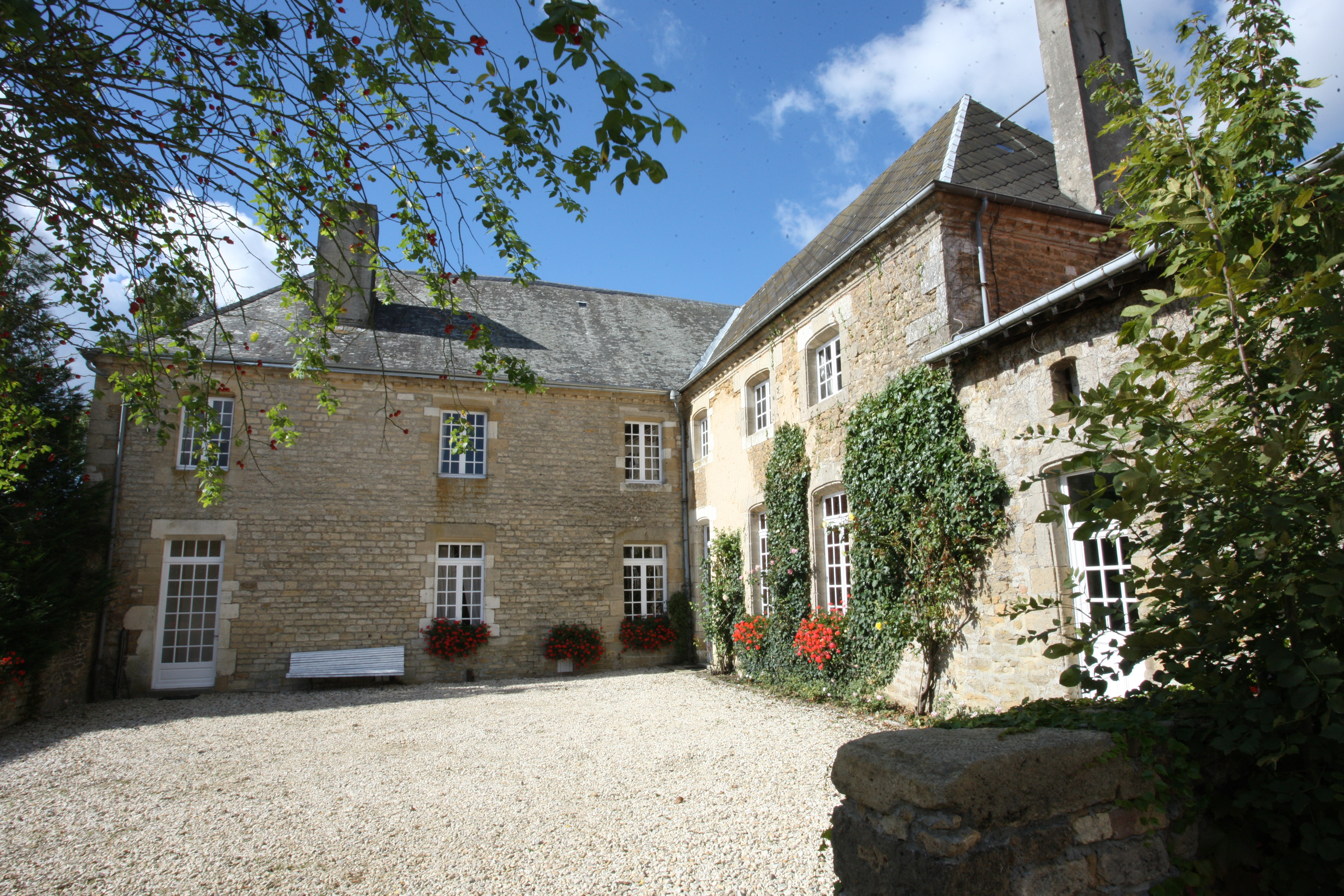
Cour intérieure.

L'habitation d'origine a été agrandie de deux ailes, dont l'une conserve une étroite fenêtre à traverse. Elle dispose encore de doubles canonnières formant un huit couché. Des dépendances et des bâtiments agricoles ferment l'espace intérieur.

## Localisation
L'édifice est situé au sein d'un triangle Sedan, Mouzon, Vouziers, au sud du territoire de la commune de Maisoncelle-et-Villers, dans le département français des Ardennes.
La maison forte est isolée dans la campagne, dans un creux de terrain, au bord d'un étang.

## Historique
L'édifice était à l'origine un vaste donjon carré construit à la fin du XVe siècle ou au début du XVIe siècle, et aujourd'hui arasé. Il a été agrandi au XVIe siècle par deux ailes en retour, mais le projet initial semble ne pas avoir été terminé. L'ensemble était entouré d'eaux vives, et l'accès se faisait par pont-levis.
Cette maison forte a été pillée en 1622 par les troupes d'Ernst von Mansfeld, puis incendiée en 1650 par les Croates.
Avant la Révolution, la seigneurie a été détenue successivement par les Tige, les Villelongue (branche aînée), les Galopin, les Lhostel, les Mecquenem et les Wacquant.
En 1561, Blanche de Villelongue y épouse Jacques de Tige. À l'occasion de ce mariage, une taque est fondue représentant les armoiries accolées de ces deux familles surmontées de la devise des Tige, mourir pour ses amis ou vaincre ses ennemis. Cette plaque de cheminée est toujours présente à la Raminoise.
Les Wacquant possèdent la maison jusqu'en 1928, date à laquelle ils la vendent. Rachetée en 1973 par la famille Visseaux, elle est restaurée avec soin.
En 1991, elle est cédée à la famille Lisart qui y tient une exploitation agricole.
L'édifice est inscrit au titre des monuments historiques en 2003.